# 28251 Gerbaldi
28251 Gerbaldi este o planetă minoră (asteroid), cu un diametru de 4,241 km, din centura de asteroizi. A fost descoperită pe 20 ianuarie 1999 la Caussols de OCA-DLR Asteroid Survey⁠(d). 
Obiectul prezintă o orbită caracterizată de o semiaxă mare de 2,9299202 UAi, o excentricitate de 0,12, o înclinație de 2,92383 ° în raport cu ecliptica.